# Phra Prang Sam Yod
Phra Prang Sam Yod o Phra Prang Sam Yot (en tailandés: พระปรางค์สามยอด)  es un templo del siglo XIII ubicado en Lopburi, Tailandia. El templo actualmente es un destino turístico popular y tiene una población residente considerable de macacos cangrejeros.

## Descripción
El templo fue construido en el reinado de Jayavarman VII del Imperio Jemer a principios del siglo XIII. Jayavarman tenía la intención de que el templo fuera un lugar importante en el culto real que le rodeaba, lo cual aumentaría la legitimidad de su gobierno. Además, el templo cumplía el papel de mostrar el prestigio del Imperio Jemer en Lopburi (entonces conocida como Lavo), ya que apenas había capturado la ciudad de sus rivales Cham y Mon. Una prueba de los orígenes militares del templo está en una estatua prominente dedicada a Jayavarman a «Jayabuddhamahanatha», que se puede traducir como «Buda victorioso, el Gran Protector».
El templo está hecho de ladrillo con un exterior de estuco, construido siguiendo las líneas de la arquitectura jemer de la época, siendo este exterior posiblemente inspirado por las tradiciones arquitectónicas mon. La estructura tiene tres torres, cada una con una deidad correspondiente; la torre norte está dedicada a Prajnaparamita, la torre central a Buda y la torre sur a Avalokiteshvara. El templo está decorado con arte que representa la iconografía budista. El templo, originalmente dedicado al hinduismo mahayana, sobrevivió al final de la influencia jemer sobre Lavo, y el templo posteriormente se volvió a dedicar al budismo theravada cuando Lopburi quedó bajo el control del reino de Ayutthaya. Durante el reinado de Narai el Grande (1656-1688) de Ayutthaya, se agregó al complejo del templo una sala de oración (Wihar).
En un billete de baht tailandés aparece una imagen de Phra Prang Sam Yod y el templo aparece de forma destacada tanto en el sello provincial como en la bandera de la provincia de Lodpuri. Con frecuencia el templo es objeto de estudio de los alumnos tailandeses. Si bien sigue siendo el sitio donde más se reza, varias fuentes señalan que el templo es más popular como destino turístico debido a su población residente de monos. Sin embargo, el templo en sí está más o menos en malas condiciones.

## Monos
El templo es famoso por su población grande de macacos cangrejeros, que viven en los terrenos del templo y sus alrededores. La población de monos siempre ha existido en Lopburi, pero con el inicio en 1989 del festival «Monkey Buffet» celebrado localmente, hizo que la población creciera considerablemente. El festival cumple con un doble propósito: atraer turistas y hacer honor a la creencia tradicional en Lopburi de que los monos son discípulos de Jao Paw Phra Kan, un espíritu que protege la ciudad.
Aunque los monos brindan una ayuda valiosa al turismo local, sus actividades causaron algunos daños al exterior del templo (se les impide ingresar al templo).